# Samuele Ricci
Samuele Ricci (Pontedera, 21 agosto 2001) è un calciatore italiano, centrocampista del Milan e della nazionale italiana.

## Caratteristiche tecniche
Centrocampista di piede destro, è stato inizialmente schierato nella posizione di regista davanti alla difesa o come mezzala, per poi affinare progressivamente le proprie doti in fase offensiva. Distintosi per uno stile di gioco semplice ed elegante, è dotato di un'ottima tecnica individuale, visione di gioco e senso della posizione, nonché di buone abilità nelle conclusioni dalla distanza: per questi motivi nelle giovanili è stato spesso schierato come trequartista. Si distingue anche per la grinta con cui scende in campo e per come aggredisce i portatori di palla.
È inoltre considerato uno dei migliori prospetti del calcio italiano e, pur essendo stato paragonato a Sandro Tonali e Andrea Pirlo, ha dichiarato di ispirarsi a Ronaldinho.

## Carriera

### Club

#### Empoli
Cresciuto nel settore giovanile dell'Empoli, all'inizio della stagione 2019-2020 viene inserito in prima squadra. Esordisce in Serie B il 21 settembre 2019, a diciotto anni, entrando al posto di Leo Štulac nella gara di campionato vinta 1-0 in casa contro il Cittadella. Il 3 dicembre esordisce in Coppa Italia, nella gara del quarto turno persa 1-0 contro la Cremonese. Divenuto titolare, conclude la stagione con 30 presenze totali.
La stagione seguente, l'allenatore Alessio Dionisi lo utilizza principalmente come mezzala. Il 18 gennaio 2021, alla 18ª giornata di campionato, realizza il suo primo gol da professionista nella vittoria per 5-0 contro la Salernitana. Termina la stagione con il primo posto in classifica e la promozione in Serie A, venendo anche insignito del Premio Manlio Scopigno come miglior giocatore del torneo.
Il 21 agosto 2021, nel giorno del suo ventesimo compleanno, esordisce in massima serie nella gara persa 1-3 in casa contro la Lazio alla 1ª giornata di campionato. Il 26 settembre seguente, invece, realizza il suo primo gol in Serie A, nella gara vinta per 4-2 contro il Bologna.

#### Torino
Il 30 gennaio 2022, Ricci passa al Torino in prestito con obbligo di riscatto, a determinate condizioni, per circa 10 milioni di euro. Esordisce con i granata, allenati da Ivan Jurić, il 27 febbraio seguente, nella sconfitta per 1-2 in campionato contro il Cagliari. Chiude la stagione ottenendo 12 presenze nella seconda parte del campionato, venendo riscattato a fine stagione dai granata.
Nel corso dell'annata 2022-2023, il centrocampista si impone come titolare nella formazione torinese, anche in seguito alla cessione di Saša Lukić; il 28 gennaio 2023, trova la sua prima rete in maglia granata, accorciando le distanze nel pareggio per 2-2 in trasferta contro l'Empoli.
Impostosi come uno dei migliori uomini a disposizione dei piemontesi, nel corso della stagione 2024-2025 viene insignito della fascia da capitano, complice il grave infortunio di Zapata e la destituzione del suo sostituto Linetty. Il centrocampista termina la propria esperienza in granata con 113 presenze e 4 reti.

#### Milan
Il 3 luglio 2025, Ricci viene acquistato a titolo definitivo dal Milan, sempre in Serie A, per 23 milioni di euro più 2 milioni di bonus, sottoscrivendo un contratto quinquennale. Esordisce con i rossoneri il 17 agosto, schierato titolare nella partita di Coppa Italia contro il Bari, vinta per 2-0. 

### Nazionale

#### Nazionali giovanili
La sua prima convocazione con una nazionale risale al dicembre 2017 quando viene chiamato dall'Under-17 per un'amichevole contro la Francia. Nel 2018 partecipa all'Europeo Under-17 nel quale l'Italia raggiunge la finale, persa contro l'Olanda.
Nel 2019 partecipa all'Europeo Under-19, nel quale gli Azzurrini non riescono a superare la fase a gironi.
Il 2 ottobre 2020 viene convocato per la prima volta in nazionale Under-21, con la quale esordisce il 13 ottobre successivo, giocando titolare nella partita di qualificazione all'Europeo vinta 2-0 contro l'Irlanda a Pisa. Nel marzo del 2021 viene inserito nella lista dei 23 convocati per la fase a gruppi dell'Europeo Under-21, tuttavia lascia il ritiro e non partecipa a nessuna delle gare. Partecipa invece alla gara dei quarti finale, nella quale l'Italia viene eliminata dal Portogallo.
Diventa titolare nel ciclo successivo, e il 25 marzo 2022 realizza il suo primo gol con l'Under-21 nella gara di qualificazione contro il Montenegro (1-1) a Podgorica. Nel giugno del 2023 partecipa all'Europeo Under-21, organizzato in Georgia e Romania, nel quale l'Italia viene eliminata nella fase a gironi.

#### Nazionale maggiore
Il 24 gennaio 2022 Ricci viene convocato per la prima volta in nazionale, dal CT Roberto Mancini, per uno stage in vista degli spareggi delle qualificazioni al mondiale 2022. Successivamente viene incluso nella lista dei convocati per le prime quattro partite della UEFA Nations League 2022-2023, e il 4 giugno 2022, a 20 anni, esordisce con la maglia azzurra subentrando a un altro debuttante, Davide Frattesi, all'86º minuto della partita contro la Germania (1-1) disputata a Bologna.
Il 23 maggio 2024 viene inserito dal CT Luciano Spalletti nella lista dei 30 giocatori pre-convocati per il Campionato europeo in Germania, ma successivamente non viene confermato nella lista finale dei 26 convocati.
Il successivo 6 settembre gioca la sua prima partita da titolare, nell'incontro di Nations League vinto per 3-1 contro la Francia al Parco dei Principi.

## Statistiche

### Presenze e reti nei club
Statistiche aggiornate al 17 agosto 2025.
| Stagione        | Squadra         | Campionato      | Campionato | Campionato | Coppe nazionali | Coppe nazionali | Coppe nazionali | Coppe continentali | Coppe continentali | Coppe continentali | Altre coppe | Altre coppe | Altre coppe | Totale | Totale |
| Stagione        | Squadra         | Comp            | Pres       | Reti       | Comp            | Pres            | Reti            | Comp               | Pres               | Reti               | Comp        | Pres        | Reti        | Pres   | Reti   |
| --------------- | --------------- | --------------- | ---------- | ---------- | --------------- | --------------- | --------------- | ------------------ | ------------------ | ------------------ | ----------- | ----------- | ----------- | ------ | ------ |
| 2019-2020       | Empoli          | B               | 28+1       | 0          | CI              | 1               | 0               | -                  | -                  | -                  | -           | -           | -           | 30     | 0      |
| 2020-2021       | Empoli          | B               | 33         | 2          | CI              | 3               | 0               | -                  | -                  | -                  | -           | -           | -           | 36     | 2      |
| 2021-gen. 2022  | Empoli          | A               | 21         | 1          | CI              | 3               | 0               | -                  | -                  | -                  | -           | -           | -           | 24     | 1      |
| Totale Empoli   | Totale Empoli   | Totale Empoli   | 82+1       | 3          |                 | 7               | 0               |                    | -                  | -                  |             | -           | -           | 90     | 3      |
| gen.-giu. 2022  | Torino          | A               | 12         | 0          | CI              | -               | -               | -                  | -                  | -                  | -           | -           | -           | 12     | 0      |
| 2022-2023       | Torino          | A               | 28         | 2          | CI              | 4               | 0               | -                  | -                  | -                  | -           | -           | -           | 32     | 2      |
| 2023-2024       | Torino          | A               | 32         | 1          | CI              | 1               | 0               | -                  | -                  | -                  | -           | -           | -           | 33     | 1      |
| 2024-2025       | Torino          | A               | 34         | 1          | CI              | 2               | 0               | -                  | -                  | -                  | -           | -           | -           | 36     | 1      |
| Totale Torino   | Totale Torino   | Totale Torino   | 106        | 4          |                 | 7               | 0               |                    | -                  | -                  |             | -           | -           | 113    | 4      |
| 2025-2026       | Milan           | A               | 0          | 0          | CI              | 1               | 0               | -                  | -                  | -                  | SI          | 0           | 0           | 1      | 0      |
| Totale carriera | Totale carriera | Totale carriera | 189        | 7          |                 | 15              | 0               |                    | -                  | -                  |             | 0           | 0           | 204    | 7      |

### Cronologia presenze e reti in nazionale
| Cronologia completa delle presenze e delle reti in nazionale ― Italia | Cronologia completa delle presenze e delle reti in nazionale ― Italia | Cronologia completa delle presenze e delle reti in nazionale ― Italia | Cronologia completa delle presenze e delle reti in nazionale ― Italia | Cronologia completa delle presenze e delle reti in nazionale ― Italia | Cronologia completa delle presenze e delle reti in nazionale ― Italia | Cronologia completa delle presenze e delle reti in nazionale ― Italia | Cronologia completa delle presenze e delle reti in nazionale ― Italia |
| Data                                                                  | Città                                                                 | In casa                                                               | Risultato                                                             | Ospiti                                                                | Competizione                                                          | Reti                                                                  | Note                                                                  |
| --------------------------------------------------------------------- | --------------------------------------------------------------------- | --------------------------------------------------------------------- | --------------------------------------------------------------------- | --------------------------------------------------------------------- | --------------------------------------------------------------------- | --------------------------------------------------------------------- | --------------------------------------------------------------------- |
| 4-6-2022                                                              | Bologna                                                               | Italia                                                                | 1 – 1                                                                 | Germania                                                              | UEFA Nations League 2022-2023 - 1º turno                              | -                                                                     | 86’                                                                   |
| 16-11-2022                                                            | Tirana                                                                | Albania                                                               | 1 – 3                                                                 | Italia                                                                | Amichevole                                                            | -                                                                     | 45+2’                                                                 |
| 6-9-2024                                                              | Parigi                                                                | Francia                                                               | 1 – 3                                                                 | Italia                                                                | UEFA Nations League 2024-2025 - 1º turno                              | -                                                                     |                                                                       |
| 9-9-2024                                                              | Budapest                                                              | Israele                                                               | 1 – 2                                                                 | Italia                                                                | UEFA Nations League 2024-2025 - 1º turno                              | -                                                                     | 86’                                                                   |
| 10-10-2024                                                            | Roma                                                                  | Italia                                                                | 2 – 2                                                                 | Belgio                                                                | UEFA Nations League 2024-2025 - 1º turno                              | -                                                                     | 71’                                                                   |
| 14-10-2024                                                            | Udine                                                                 | Italia                                                                | 4 – 1                                                                 | Israele                                                               | UEFA Nations League 2024-2025 - 1º turno                              | -                                                                     | 46’                                                                   |
| 20-3-2025                                                             | Milano                                                                | Italia                                                                | 1 – 2                                                                 | Germania                                                              | UEFA Nations League 2024-2025 - Quarti di finale                      | -                                                                     | 64’                                                                   |
| 23-3-2025                                                             | Dortmund                                                              | Germania                                                              | 3 – 3                                                                 | Italia                                                                | UEFA Nations League 2024-2025 - Quarti di finale                      | -                                                                     | 85’                                                                   |
| 6-6-2025                                                              | Oslo                                                                  | Norvegia                                                              | 3 – 0                                                                 | Italia                                                                | Qual. Mondiali 2026                                                   | -                                                                     | 83’                                                                   |
| 9-6-2025                                                              | Reggio Emilia                                                         | Italia                                                                | 2 – 0                                                                 | Moldavia                                                              | Qual. Mondiali 2026                                                   | -                                                                     | 46’                                                                   |
| Totale                                                                |                                                                       | Presenze                                                              | 10                                                                    |                                                                       | Reti                                                                  | 0                                                                     |                                                                       |

| Cronologia completa delle presenze e delle reti in nazionale ― Italia under 21 | Cronologia completa delle presenze e delle reti in nazionale ― Italia under 21 | Cronologia completa delle presenze e delle reti in nazionale ― Italia under 21 | Cronologia completa delle presenze e delle reti in nazionale ― Italia under 21 | Cronologia completa delle presenze e delle reti in nazionale ― Italia under 21 | Cronologia completa delle presenze e delle reti in nazionale ― Italia under 21 | Cronologia completa delle presenze e delle reti in nazionale ― Italia under 21 | Cronologia completa delle presenze e delle reti in nazionale ― Italia under 21 |
| Data                                                                           | Città                                                                          | In casa                                                                        | Risultato                                                                      | Ospiti                                                                         | Competizione                                                                   | Reti                                                                           | Note                                                                           |
| ------------------------------------------------------------------------------ | ------------------------------------------------------------------------------ | ------------------------------------------------------------------------------ | ------------------------------------------------------------------------------ | ------------------------------------------------------------------------------ | ------------------------------------------------------------------------------ | ------------------------------------------------------------------------------ | ------------------------------------------------------------------------------ |
| 13-10-2020                                                                     | Pisa                                                                           | Italia under 21                                                                | 2 – 0                                                                          | Irlanda under 21                                                               | Qual. Europeo Under-21 2021                                                    | -                                                                              | 88’                                                                            |
| 15-11-2020                                                                     | Differdange                                                                    | Lussemburgo under 21                                                           | 0 – 4                                                                          | Italia under 21                                                                | Qual. Europeo Under-21 2021                                                    | -                                                                              | 46’                                                                            |
| 18-11-2020                                                                     | Pisa                                                                           | Italia under 21                                                                | 4 – 1                                                                          | Svezia under 21                                                                | Qual. Europeo Under-21 2021                                                    | -                                                                              |                                                                                |
| 31-5-2021                                                                      | Lubiana                                                                        | Portogallo under 21                                                            | 5 – 3 dts                                                                      | Italia under 21                                                                | Europeo Under-21 2021 - Quarti di finale                                       | -                                                                              | 91’                                                                            |
| 3-9-2021                                                                       | Empoli                                                                         | Italia under 21                                                                | 3 – 0                                                                          | Lussemburgo under 21                                                           | Qual. Europeo Under-21 2023                                                    | -                                                                              |                                                                                |
| 7-9-2021                                                                       | Vicenza                                                                        | Italia under 21                                                                | 1 – 0                                                                          | Montenegro under 21                                                            | Qual. Europeo Under-21 2023                                                    | -                                                                              |                                                                                |
| 8-10-2021                                                                      | Zenica                                                                         | Bosnia ed Erzegovina under 21                                                  | 1 – 2                                                                          | Italia under 21                                                                | Qual. Europeo Under-21 2023                                                    | -                                                                              | 85’                                                                            |
| 12-11-2021                                                                     | Dublino                                                                        | Irlanda under 21                                                               | 0 – 2                                                                          | Italia under 21                                                                | Qual. Europeo Under-21 2023                                                    | -                                                                              |                                                                                |
| 16-11-2021                                                                     | Frosinone                                                                      | Italia under 21                                                                | 4 – 2                                                                          | Romania under 21                                                               | Amichevole                                                                     | -                                                                              | cap. 62’                                                                       |
| 25-3-2022                                                                      | Podgorica                                                                      | Montenegro under 21                                                            | 1 – 1                                                                          | Italia under 21                                                                | Qual. Europeo Under-21 2023                                                    | 1                                                                              | 63’                                                                            |
| 29-3-2022                                                                      | Trieste                                                                        | Italia under 21                                                                | 1 – 0                                                                          | Bosnia ed Erzegovina under 21                                                  | Qual. Europeo Under-21 2023                                                    | -                                                                              | 67’                                                                            |
| 9-6-2022                                                                       | Helsingborg                                                                    | Svezia under 21                                                                | 1 – 1                                                                          | Italia under 21                                                                | Qual. Europeo Under-21 2023                                                    | -                                                                              | cap.                                                                           |
| 14-6-2022                                                                      | Ascoli Piceno                                                                  | Italia under 21                                                                | 4 – 1                                                                          | Irlanda under 21                                                               | Qual. Europeo Under-21 2023                                                    | -                                                                              | cap.                                                                           |
| 27-3-2023                                                                      | Reggio Calabria                                                                | Italia under 21                                                                | 3 – 1                                                                          | Ucraina under 21                                                               | Amichevole                                                                     | -                                                                              | cap.                                                                           |
| 22-6-2023                                                                      | Cluj-Napoca                                                                    | Francia under 21                                                               | 2 – 1                                                                          | Italia under 21                                                                | Europeo Under-21 2023 - 1º turno                                               | -                                                                              | 88’                                                                            |
| 25-6-2023                                                                      | Cluj-Napoca                                                                    | Svizzera under 21                                                              | 2 – 3                                                                          | Italia under 21                                                                | Europeo Under-21 2023 - 1º turno                                               | -                                                                              | 71’                                                                            |
| 28-6-2023                                                                      | Cluj-Napoca                                                                    | Italia under 21                                                                | 0 – 1                                                                          | Norvegia under 21                                                              | Europeo Under-21 2023 - 1º turno                                               | -                                                                              |                                                                                |
| Totale                                                                         |                                                                                | Presenze                                                                       | 17                                                                             |                                                                                | Reti                                                                           | 1                                                                              |                                                                                |

## Palmarès

### Club
- Campionato italiano di Serie B: 1

Empoli: 2020-2021

### Individuale
- Gran Galà del calcio AIC: 1

Miglior giovane della Serie B: 2021